# IC 3629
IC 3629 је спирална галаксија у сазвјежђу Береникина коса која се налази на листи објеката дубоког неба у Индекс каталогу.
Деклинација објекта је + 13° 31' 59" а ректасцензија 12h 39m 46,8s. Привидна величина (магнитуда) објекта IC 3629 износи 14,5 а фотографска магнитуда 15,3. IC 3629 је још познат и под ознакама CGCG 70-205, VCC 1808, PGC 42387.